# Tom Clancy's Ghost Recon: Jungle Storm
Tom Clancy's Ghost Recon: Jungle Storm é um jogo eletrônico do gênero Tiro em primeira pessoa e tiro tático, lançado em 2004, o jogo explora o máximo da performance do console PlayStation 2. É composto do conteúdo do jogo Tom Clancy's Ghost Recon e mais oito novas missões em modo single-player ambientadas na Colômbia, além de adicionais mapas multiplayer. Recebeu avaliações negativas por não inovar e manter as mesmas características de seu antecessor, Island Thunder, apenas com a adição de novos mapas.